# Кузанлы
Кузанлы (азерб. Quzanlı) — посёлок в Агдамском районе Азербайджана, временный административный центр Агдамского района.
В Кузанлы родился Ровшан Гусейнов — Национальный Герой Азербайджана.

## География
Кузанлы расположен на Карабахской равнине на шоссе Тертер—Агджабеди, в 4 км от реки Хачынчай и в 35 км к северо-востоку от города Агдам.

## История
В селе найдены следы древнего поселения Шомутепе, относящееся к V—II тыс. до н. э..
В годы Российской империи село было разделено на два села (Кузанлу 1-е и Кузанлу 2-е). Находились сёла в составе Шушинского уезда Елизаветпольской губернии. По данным «Кавказского календаря» на 1912 год в сёлах проживало 172 человека, в основном азербайджанцы, указанные в календаре как «татары».

## Население
По данным на 1977 год в Кузанлы проживало 1707 человек. Были развиты хлопководство, животноводство, садоводство, шелководство и другие отрасли. Имелись средняя и восьмилетняя школы, библиотека, дом культуры, больница и другие учреждения.
С 2009 года в посёлке Кузанлы принимает своих соперников футбольный клуб «Карабах Агдам».

## Галерея
- Агдамский государственный музыкальный центр
- Агдамский чайный домик